# Śakuntalā

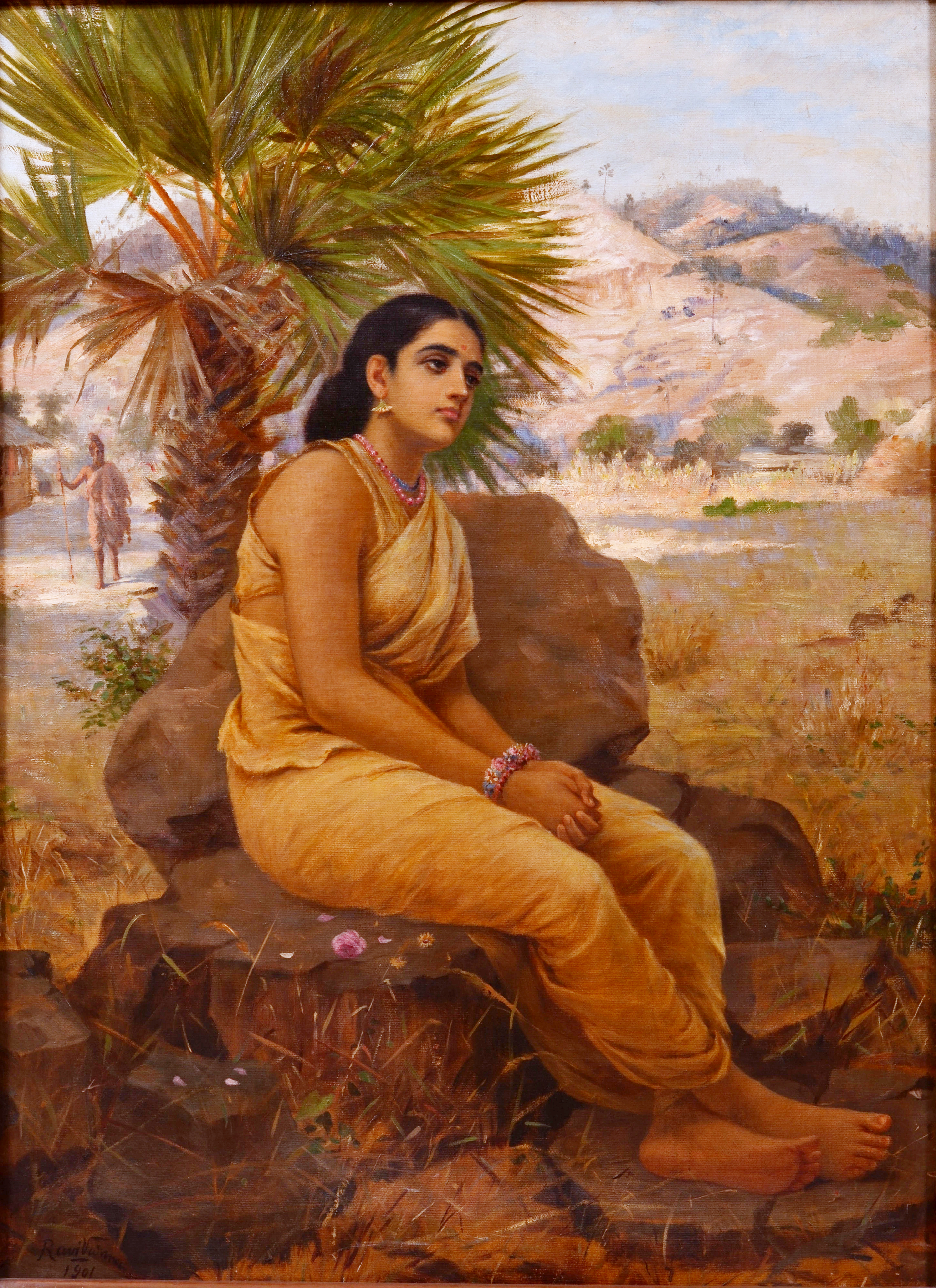
Śakuntalā in un dipinto di Raja Ravi Varma

Śakuntalā (in sanscrito शकुन्‍तला) è un personaggio del poema epico indiano Mahābhārata e la protagonista di un celebre dramma del poeta indiano Kālidāsa, intitolato Abhijñānaśākuntala.
Nel racconto del Mahābhārata è figlia del saggio Viśvāmitra e dell'apsara Menakā, sposa di Duṣyanta e madre dell'imperatore Bharata.

## Nella cultura di massa

### Arte
Vari pittori indiani ritrassero il personaggio nelle loro illustrazioni della storia, come Raja Ravi Varma. La scultrice francese Camille Claudel si ispirò alla sua leggenda per la sua scultura Sakuntala.

### Cinema
Sono state realizzate molte pellicole indiane sulla storia di Śakuntalā. Tra i registi che diressero dei film su questa storia si citano Fatma Begum (1931), Ellis Dungan (1941), Rajaram Vankudre Shantaram (1943) e Bhupen Hazarika (1961). Nel 2009 venne realizzata una serie televisiva indiana che adatta il dramma di Kālidāsa.

### Opera e balletto
Sakontala è un'opera incompiuta di Franz Schubert, la cui stesura iniziò nell'ottobre del 1820. Il compositore italiano Franco Alfano scrisse un'opera intitolata La leggenda di Sakùntala nella sua prima versione (1921) e semplicemente Sakùntala nella seconda (1952). Ernest Reyer compose il balletto Sacountala da un'opera di Théophile Gautier nel 1838. Il compositore sovietico Sergej Balasanjan compose il balletto Šakuntala, la cui prima assoluta si tenne il 28 dicembre 1963 a Riga.